# غرفة المتطلبات
غرفة المتطلبات هي غرفة سرية في مدرسة هوغوارتس تظهر فقط لمن يحتاجها بشدة وتكون دائما مزودة بكل ما يحتاجه الشخص، استخدمت هذه الغرفة في هاري بوتر وجماعة العنقاء في تشكيل جيش دمبلدور، واستخدمها هاري بوتر في الجزء السادس من سلسلة هاري بوتر هاري بوتر والأمير الخليط في اخفاء نسخته من كتاب تحضير الوصفات السحرية من بروفيسور سناب كما استخدمت في الجزء السابع من قبل جيش دمبلدور للاختباء من تابعي لورد فولدمورت واستخدمها توم ريدل(فولدمورت) في اخفاء إحدى الهوروكروكس (تاج رووينا ريفينكلو)، ويعتقد أنها دمرت بفعل النار التي أطلقها فينست كراب والتي أدت إلى موته.
‌